# هلز کیچن
هلز کیچن (به انگلیسی: Hell's Kitchen) (به معنی آشپزخانه جهنم)، که قبلا با نام کلینتون نیز شناخته می‌شد، یک محله در وست ساید منهتن نیویورک ایالات متحده آمریکا است. مرزهای این محله خیابان سی و چهارم (منهتن) از سمت جنوب، خیابان پنجاه و نهم (منهتن) از سمت شمال، خیابان هشتم (منهتن) از سمت شرق و رود هادسون از سمت غرب است. هلز کیچن نزدیک به تئاتر برادوی و اکتورز استودیو است. هلز کیچن همچنین یک محله همجنس‌گرایان نیز به شمار می‌رود. هلز کیچن ۴۹٬۷۵۸ نفر جمعیت دارد.